# Famille de Magnis
La famille Magnis (à l'origine du nom italien Magni) est une famille noble à la fois autrichienne, de Bohême, de Moravie et de Silésie.
La famille obtient en 1622 le statut de freiherr (baron). En 1637, elle est élevée à la dignité de comte germanique. À travers ses possessions dans le comté de Glatz (aujourd'hui Kłodzko en Pologne), elle entre en 1780 dans la noblesse de Prusse.
La famille Magni est originaire de Lurago sur le lac de Côme. Par son activité économique à Côme et Milan, elle entre au service de l'empereur. Elle atteint des positions élevées à la cour impériale et acquiert des possessions en Moravie et le comté de Glatz. 

## Personnalités
- Giovanni Battista Magni († 1562), Handelsherr à Côme
- Constantin Magni (1527–1606), kaiserlicher Geheimrat in Wien, à partir de 1588 à Prague
- Giovanni Pietro Magni (1555–1618), kaiserlicher Leibarzt
- Valérien Magni (1586–1661), provincial de l'ordre des Capucins, diplomate d'Empire
- Franz von Magnis, colonel d'Empire, acquiert en 1628 la seigneurie de Straßnitz en Moravie
- Maximilian Philipp von Magnis (1685–1738) auf Straßnitz und Přestavlk
- Franz Johann von Magnis (1727–1757) Gutsherr aus Straßnitz. Heiratete Maria Franziska von Götzen (1721–1780), eine Tochter des Reichsgrafen Franz Anton von Götzen (1693–1738). Sie vermählte sich als Witwe in zweiter Ehe mit dem ungarischen Grafen Nyary auf Sobotič[1].
- Anton Alexander von Magnis (1751–1817) auf Přestavlk, erbte über seine Mutter Maria Franziska, geb. von Götzen, nach deren Tod 1780 die Besitzungen in Eckersdorf
- Franz von Magnis (1773–1848), Kunstliebhaber
- Anton von Magnis (1786–1861), Gutsherr und Landwirt
- Wilhelm von Magnis (1787–1851), Gutsherr und Landwirt
- Anton Franz von Magnis (de) (1862–1944), industriel, membre de la chambre des seigneurs de Prusse
- Gabriele von Magnis (1896–1976), Fürsorgerin, Sonderbeauftragte des Breslauer Bischofs Adolf Bertram für die Betreuung der katholischen "Nichtarier" Oberschlesiens
- Frans Magnis-Suseno (né en 1936 Franz Graf von Magnis), jésuite, recteur de la faculté de philosophie de l'université catholique Driyakara à Jakarta, Indonésie
- Antonius Graf von Magnis (1943–1999), économiste, Forstwirt, Geschäftsführer der Vereinigung hessischer Unternehmerverbände

## Possessions en Moravie
- 1624–1630 Morawetz (aujourd'hui Moravec) et les seigneuries alentour de Mitrau (Mitrov), Rosna (Rožná), Mesiborsch (Meziboří), Bukau (Bukov na Moravě) et Jabloniow (Jabloňov).
- 1628–1945 Straßnitz (Strážnice)
- 1917–1945 Bzenec.

## Possessions dans le comté de Glatz
- 1780–1945 Albendorf (aujourd'hui Wambierzyce en Pologne)
- 1791–1945 Eckersdorf
- 1793–1945 Ullersdorf
- 1821–1945 Neurode
- Weitere Güter befanden sich in Gabersdorf, Mittelsteine, Möhlten, Mühldorf, Niedersteine, Rothwaltersdorf, Schwenz, Seifersdorf, Volpersdorf und Wiesau.

## Pour approfondir